# Taipé Chinês nos Jogos Paralímpicos de Verão de 2012
O Taipé Chinês participou dos Jogos Paralímpicos de Verão de 2012, realizados em Londres, no Reino Unido.

## Medalhistas
| Atleta      | Esporte              | Evento             | Medalha |
| ----------- | -------------------- | ------------------ | ------- |
| Tzu-Hui Lin | Levantamento de peso | Até 75 kg feminino | Bronze  |

## Desempenho

### Levantamento de peso
Feminino
| Atletas      | Evento | Resultado | Posição |
| ------------ | ------ | --------- | ------- |
| Ya-Hsuan Lin | -60 kg | NM        | NM      |
| Tzu-Hui Lin  | -75 kg | 137,0     |         |